# Carolco Pictures
 (mars 2025).
Si vous disposez d'ouvrages ou d'articles de référence ou si vous connaissez des sites web de qualité traitant du thème abordé ici, merci de compléter l'article en donnant les références utiles à sa vérifiabilité et en les liant à la section « Notes et références ».
En pratique : Quelles sources sont attendues ? Comment ajouter mes sources ?
Carolco Pictures Inc. est une société de production cinématographique américaine indépendante, créée en 1976 et disparue en 1995.

## Histoire

### Création
La société a été fondée par deux investisseurs du cinéma, Mario Kassar et Andrew Vajna sous le nom d'« Anabasis Investments » en 1982. Leur but est alors de créer une nouvelle société de production, indépendante des « majors ».

### Premiers succès
L'un des premiers films produits par Carolco est Rambo en 1982 suivi par Rambo 2 : La Mission en 1985 avec Sylvester Stallone (qui signa par la suite un contrat pour dix films avec la société)[réf. nécessaire].

### Terminator
Grâce au succès de ces deux films, Carolco peut acheter les droits de la franchise Terminator à la compagnie Hemdale Film Corporation. Elle engage à nouveau James Cameron (qui a également travaillé sur le script de Rambo 2 : La Mission) et Arnold Schwarzenegger pour réaliser et interpréter Terminator 2 : Le Jugement dernier (sorti en 1991) qui devient le plus gros succès de cette année et également celui de la société Carolco.
Parmi les autres films de Carolco on trouve également Extrême préjudice, Angel Heart, Cliffhanger : Traque au sommet (Cliffhanger), The Doors, Total Recall, Chaplin, Basic Instinct, L'Aigle de fer 2, et Stargate.

### 1995:L'île aux piratespuis la faillite
Carolco acquiert ensuite plusieurs compagnies actives dans la production et la distribution d'émissions et de séries de télévision. La société tente d'acquérir les droits de Spider-Man, sans succès. L'échec commercial de L'île aux pirates en 1995 provoque la faillite de la société et sa fermeture peu de temps après.
Après la disparition de la société, ses droits ont été rachetés en grande partie par StudioCanal pour le cinéma et par CBS Paramount Television pour la télévision, à l'exception de quelques films[réf. nécessaire].

### 2015: la renaissance
En janvier 2015, Mario Kassar annonce le retour de Carolco. Le producteur vient alors de se joindre à l’équipe de l'entreprise Brick Top Productions. Cette dernière avait acquis la marque de commerce « Carolco Pictures ». Elle décide de ressusciter le studio « culte », en plus de changer son nom légal pour celui de Carolco Pictures. La société annonce travailler sur le film Audition réalisé par Richard Gray et remake du film japonais du même nom sorti en 1999,.

## Filmographie

### Cinéma
- 1982 : Rambo (First Blood) réalisé par Ted Kotcheff (distribution uniquement)
- 1985 : Rambo 2 : La Mission (Rambo: First Blood Part II) réalisé par George Pan Cosmatos (distribution uniquement)
- 1987 : Extrême préjudice réalisé par Walter Hill (distribution uniquement)
- 1987 : Angel Heart réalisé par Alan Parker
- 1988 : Deux chiots en danger (Pound Puppies and the Legend of Big Paw) réalisé par Pierre DeCelles
- 1988 : Rambo 3 (Rambo III) réalisé par Peter MacDonald
- 1988 : Double Détente (Red Heat) réalisé par Walter Hill
- 1988 : L'Aigle de fer 2 (Iron Eagle II) réalisé par Sidney J. Furie
- 1988 : Watchers réalisé par Jon Hess
- 1989 : Johnny Belle Gueule (Johnny Handsome) réalisé par Walter Hill
- 1989 : MAL : Mutant aquatique en liberté (DeepStar Six) réalisé par Sean S. Cunningham
- 1989 : Music Box réalisé par Costa-Gavras
- 1989 : Shocker réalisé par Wes Craven
- 1989 : Haute Sécurité (Lock Up) réalisé par John Flynn
- 1989 : La Malédiction des rats (Food of the Gods II) réalisé par Damian Lee
- 1990 : Air America réalisé par Roger Spottiswoode
- 1990 : L'Échelle de Jacob (Jacob's Ladder) réalisé par Adrian Lyne
- 1990 : Hamlet réalisé par Franco Zeffirelli
- 1990 : Total Recall réalisé par Paul Verhoeven
- 1990 : Le Seul Témoin (Narrow Margin) réalisé par Peter Hyams
- 1990 : Aux sources du Nil (Mountains of the Moon) réalisé par Bob Rafelson
- 1990 : Fou à lier (Welcome to Spring Break) réalisé par Umberto Lenzi
- 1990 : Y a-t-il un exorciste pour sauver le monde ?[4] (Repossessed) réalisé par Bob Logan
- 1991 : L.A. Story réalisé par Mick Jackson
- 1991 : Bienvenue au club (Queens Logic) réalisé par Steve Rash
- 1991 : The Doors réalisé par Oliver Stone
- 1991 : Punisher réalisé par Mark Goldblatt
- 1991 : Terminator 2 : Le Jugement dernier (Terminator 2: Judgment Day) réalisé par James Cameron
- 1992 : Aigle de fer 3 (Aces: Iron Eagle III) réalisé par John Glen
- 1992 : Basic Instinct réalisé par Paul Verhoeven
- 1992 : Universal Soldier réalisé par Roland Emmerich
- 1992 : Chaplin réalisé par Richard Attenborough
- 1993 : Cliffhanger : Traque au sommet (Cliffhanger) réalisé par Renny Harlin
- 1994 : Stargate, la porte des étoiles (Stargate) réalisé par Roland Emmerich
- 1994 : Pionniers malgré eux (Wagons East) réalisé par Peter Markle
- 1994 : Mona Must Die réalisé par Donald Reiker
- 1995 : Le Dernier Cheyenne (Last of the Dogmen) réalisé par Tab Murphy
- 1995 : L'Île aux pirates (Cutthroat Island) réalisé par Renny Harlin
- 1995 : Showgirls réalisé par Paul Verhoeven

### Télévision
- 1990 : Shattered Dreams réalisé par Robert Iscove
- 1990 : Dangerous Passion réalisé par Michael Miller
- 1990 : Bébés (Babies) réalisé par Michael Ray Rhodes
- 1991 : Chernobyl: The Final Warning réalisé par Anthony Page

## C-2 Pictures
En 2002, les fondateurs de Carolco créent C-2 Pictures (en). La première production de la société est le film Espion et demi (2003) avec Eddie Murphy et Owen Wilson. Les deux producteurs relancent ensuite la franchise Terminator avec le film Terminator 3 : Le Soulèvement des machines, ainsi qu'avec des jeux vidéo Terminator 3 : la Guerre des machines et Terminator 3: Redemption et même une série télévisée, Terminator : Les Chroniques de Sarah Connor (2008-2009). Entre-temps, C-2 Pictures produit Basic Instinct 2 (2006), suite de Basic Instinct (1992). L'activité de la société s'arrête en 2008.